# Santiago Brea
Santiago Brea (Pontevedra, 2002) es un deportista español que compite en gimnasia en la modalidad de trampolín doble mini. Ganó una medalla de bronce en el Campeonato Mundial de Gimnasia en Trampolín de 2021, en la prueba por equipo.

## Palmarés internacional
| Campeonato Mundial | Campeonato Mundial | Campeonato Mundial | Campeonato Mundial |
| Año                | Lugar              | Medalla            | Prueba             |
| ------------------ | ------------------ | ------------------ | ------------------ |
| 2022               | Sofía (Bulgaria)   | Medalla de bronce  | Equipo             |